# 青金寶石
青金寶石是藍井艾露的第10首單曲。於2015年4月22日由SME Records發行，並以 通常盤、初回生産限定盤及期間生產限定盤(動畫盤)三個版本發售。

## 概要
為電視動畫《亞爾斯蘭戰記》的片尾曲之一。MV中，澄明的夜空和月亮將作為此曲的主要形象，展現出優美與激情的交互。而青金寶石是富貴與權威的象徵，也象徵希望、和平和善良，與該動畫中的主角互相呼應，是首關於「追逐無盡夢想的人」的歌曲。該單曲發行後的第一周便以達到賣出了1萬份的成績，其後的16周以內，更達到3萬的銷量。YouTube上觀看數也達到6百萬次，成為了一時的熱門話題。
此外，該曲亦曾被日本節目『ヨソで言わんとい亭〜ココだけの話が聞ける（秘）料亭〜』作為片尾曲使用。
2019年3月1日，該歌曲更被入選為動漫歌曲人氣投票活動「平成動畫歌曲大賞」（2010-2019）。

## 收錄曲

### 初回生産限定盤、通常盤
1. ラピスラズリ
作詞：Eir, 作曲、編曲：加藤裕介
電視動畫《亞爾斯蘭戰記》的片尾曲之一
2. 空蝉アルティメット
作詞、作曲、編曲：安田貴広
3. リンドウの花
作詞：Eir, 作曲：安田史生, 編曲：yukarico、采原史明
4. ラピスラズリ（Instrumental）

### 初回生産限定盤 DVD
1. ラピスラズリ (Music Video)
2. 「Making of 「ラピスラズリ」」
3. 「Eir in Lima (Peru) the movie」

### 期間生產限定盤(動畫盤)
1. ラピスラズリ
2. 空蝉アルティメット
3. リンドウの花
4. ラピスラズリ （TV size ver.）

## 收錄專輯
| 曲名         | 專輯   | 發售日 | 備考          |
| ------------ | ------ | ------ | ------------- |
| ラピスラズリ | D'AZUR | 2015年 | 第3張原創專輯 |

## 備註
1. ↑  . ORICON NEWS. オリコン.   [2018-11-21]. （原始内容存档于2022-09-28）.
2. ↑  . 台灣索尼音樂娛樂股份有限公司.   [2022-10-05]. （原始内容存档于2022-10-09）.
3. ↑  . 音楽ナタリー. 2015-04-22  [2015-11-07]. （原始内容存档于2022-09-26）.
4. ↑  . ソニー・ミュージックエンタテインメント.   [2019-03-08]. （原始内容存档于2019-03-02）.

## 外部連結
- 索尼音樂娛樂介紹網站
  - 通常盤 （页面存档备份，存于）
  - 初回生産限定盤 （页面存档备份，存于）
  - 期間生産限定盤 （页面存档备份，存于）